# Печера Ур
Пече́ра Ур — геологічна пам'ятка природи місцевого значення в Україні. Об'єкт природно-заповідного фонду Закарпатської області. 
Розташована в межах Перечинського району Закарпатської області, на південний схід від села Ворочово (на схилі гори Анталовецька Поляна, урочище Пастелькові луки). 
Площа 0,5 га. Статус надано згідно з рішенням облвиконкому від 23.10.1984 року, № 253. Перебуває у віданні Ужгородського військового лісництва (кв. 9, вид. 12). 
Статус надано для збереження невеликої печери (гроту) тектонічного походження, розташованої при підніжжі скельного масиву. Цікава в геоморфологічному плані, має важливе наукове та естетичне значення. 